# Юхнин, Евгений Иванович
Евге́ний Иванович Юхни́н (19 февраля 1912, Спаспоруб, Вологодская губерния — 7 марта 1999, Санкт-Петербург) — советский конструктор-кораблестроитель, главный конструктор и начальник ЦКБ-5. Герой Социалистического Труда (1983).

## Биография
Родился 19 февраля 1912 года в деревне Шиловской Усть-Сысольского уезда.
В 14-летнем возрасте стал работать юнгой, затем стал матросом, боцманом, 3-м помощником капитана. Одновременно обучался в судостроительном техникуме в Великом Устюге. В 1936 году окончил кораблестроительный факультет Ленинградского кораблестроительного института.
Конструктор, начальник сектора, начальник отдела КБ завода им. Андре Марти. Становлению молодого инженера, занимавшегося проектированием торпедных катеров, способствовали встречи с академиком А. Н. Крыловым, профессором В. П. Костенко и другими видными инженерами-кораблестроителями.
Работая в Ленинграде в первые месяцы Великой Отечественной войны, участвовал совместно с П. Г. Котовым в сооружении из корабельных броневых плит оборонительного пояса вокруг осаждённого города.
В 1943 году Е. И. Юхнин был командирован в Тюмень, где возглавил конструкторское бюро на судостроительном заводе № 63/8 в посёлке Сосновка. Внёс большой вклад в организацию выпуска торпедных катеров и малых охотников силами специалистов, эвакуированных с катеростроительных заводов городов Ленинграда, Феодосии и Херсона (17-й цех завода им. А. Марти, завод № 5).
Начальник отдела и главный конструктор ЦКБ-19 (1944). В 1949 году возглавил специализированное конструкторское бюро по проектированию катеров дальнего действия (СКБ-5, с 1956 года — ЦКБ-5, с 1963 — ЦМКБ «Алмаз»). Начальник — главный конструктор ЦМКБ «Алмаз» в 1952—1981 годах, одновременно — генеральный директор ПО «Алмаз» (1970—1974), в которое вошли ЦМКБ «Алмаз», завод № 5, Невский морской завод.
Под началом Е. И. Юхнина в конце 1950-х годов создавались первые в мире ракетные катера проекта 183Р, в 1960—1970-х — ракетные катера проектов 205 и 205У, малые ракетные корабли типа «Овод» (проект 1234), скоростные патрульные катера и малые сторожевые корабли для морских пограничников, телеуправляемые катера специального назначения. Им был внесён также огромный вклад в создание скоростных ударных боевых катеров, кораблей и катеров на воздушной подушке и на автоматически управляемых подводных крыльях.
В середине 1970-х годов при активном участии Е. И. Юхнина разработана и утверждена правительством система малых кораблей и морских частей пограничных войск. Её внедрение позволило систематизировать типы строящихся кораблей и катеров, существенно сократить сроки постройки и расходы на их создание и эксплуатацию. Одним из основополагающих кораблей этой системы стал ракетный катер третьего поколения «Молния», на базе которого построено более ста катеров различных модификаций и в две страны продана лицензия на их строительство.
Под руководством Е. И. Юхнина были разработаны уникальные проекты кораблей, такие как ракетный корабль на автоматически управляемых крыльях «Ураган», ракетный корабль на воздушной подушке скегового типа «Сивуч», самый большой в мире амфибийный корабль на воздушной подушке «Зубр».
В 1983 году Евгению Ивановичу Юхнину Указом Президиума Верховного Совета СССР присвоено звание Героя Социалистического Труда с вручением ордена Ленина и медали «Серп и Молот».
Умер в Санкт-Петербурге 7 марта 1999 года. Похоронен на Серафимовском кладбище.
В честь столетия со дня рождения Е. И. Юхнина 15 ноября 2013 года установлена мемориальная доска на стене дома № 16Б по улице Академика Павлова.

### Семья
- Жена — Лидия Филипповна Нестерук (род. 1914), работала в системе морского флота.
- Дети:
  - Евгений Евгеньевич Юхнин (1936—2001).
  - Владимир Евгеньевич Юхнин (род. 1937), главный конструктор (с 2004 года — генеральный конструктор) Северного проектно-конструкторского бюро.

## Разработки
- Под руководством Е. И Юхнина проводились опытно-конструкторские работы по созданию принципиально нового класса кораблей — катеров-ракетоносцев, которые были завершены техническим проектом 183Э с двумя ракетами П-15 (с 1954 года). Первые в мире два экспериментальных ракетных катера проекта 183Э были доставлены на полигон в Черном море, произведен первый пуск ракет П-15 с катера проекта 183Э (1957). Комиссия Госприёмки приняла эти катера и рекомендовала их к серийной постройке.
- Руководил разработкой первых в мире ракетных катеров проектов 183Э, 183Р, 205 со многими модификациями — всего построено более 600 таких катеров.
- Инициатор проектирования и строительства на шести заводах ракетных катеров третьего поколения проекта 1241 «Молния» для ВМФ, морской пограничной охраны и на экспорт. Создание системы боевых катеров типа «Молния» было отмечено в 1998 году премией правительства Российской Федерации, лауреатами которой стали главный конструктор системы боевых катеров Е. И. Юхнин, начальник − генеральный директор ЦМКБ «Алмаз» А. В. Шляхтенко, конструкторы В. Н. Устинов, Е. Ф. Волкович и В. И. Портных.

## Награды
- Герой Социалистического Труда (1983).
- Награждён двумя орденами Ленина, орденом Октябрьской Революции и медалями.
- Ленинская премия (1962).
- Государственная премия Российской Федерации (1997).
- Премия Правительства Российской Федерации в области науки и техники (1998)[5].

## Комментарии
1. ↑  Деревня Шиловская в последующем входила в состав Спаспорубского сельсовета[1]; 30 сентября 1965 года с деревней Пустыня и селом Спаспоруб объединена в один населённый пункт — село Спаспоруб Прилузского района[2] (хотя и упоминалась на карте 1984 года[3]).